# 김리나 (미스코리아 인천 경기)
김리나(1987년 3월 12일 ~ )은 2008 미스 인천 경기 진(眞) 출신 대한민국 광고 모델이자 프리 랜서 방송인이다.

## 생애

### 주요 이력
그녀는 2008년 미스코리아 인천-경기 진(眞)에 입상을 하였고 2009년 경기도 부천 OBS 경인TV, 서울 케이블 CMB 동서한강방송 등에서 방송 리포터 활동하였다.
신장은 176cm이고 체중은 52kg인 그녀는 골프와 요가에 취미가 있고 수영에 특기가 있다.

### 수상 경력
- 2008년 미스코리아 인천-경기 진(眞)

## 학력
- 2010년 숙명여자대학교 무용학과 학사

## 출연작

### TV 프로그램
- 2009년 OBS 《생방송 아침엔 OBS》
- 2009년 케이블 CMB 《케이블 CMB 서울한강방송 CMB 스페셜》

## 같이 보기
- 하경진
- 김지선
- 미스코리아 인천
- 미스코리아 경기